# تشمان سلطان (بربرود الشرقي)
تشمان سلطان (بالفارسية: چمن سلطان) هي منطقة سكنية تقع في إيران في قسم بربرود الشرقي الریفي. يقدر عدد سكانها بـ 2,483 نسمة .